# Mārtiņš Hartmanis
Mārtiņš Hartmanis (ur. 18 października 1883, zm. 27 lipca 1941 w Moskwie) – łotewski generał.
Absolwent Wileńskiej Szkoły Wojskowej. Od 1934 szef sztabu armii. W 1939 generał do specjalnych poruczeń przy głównodowodzącym. Przewodniczący komisji ds. rokowań między Łotwą a ZSRR. Po procesie pokazowym rozstrzelany przez bolszewików.

## Odznaczenia
- Order Pogromcy Niedźwiedzia
- Order Trzech Gwiazd
- Krzyż Zasługi Obrońców
- Order Wielkiego Księcia Giedymina
- Wielka Wstęga Orderu Odrodzenia Polski – Polska (1937)[1]
- Legia Honorowa – Francja
- Order Krzyża Wolności – Estonia